# التقسيم الإداري في جرينلاند

التقسيمات الإدارية لجرينلاند (2018)

تقسم جرينلاند إلى خمس مقاطعات ومنطقتين غير مدمجتين، وجاء هذا التقسيم بعد دمج المقاطعات القديمة مع بعضها، ودخل هذا القرار حيز التنفيذ في 1 يناير 2009.

خارطة تقسيم جرينلاند والتي تظهر تقسيم المقاطعات القديمة قبل إندماجها (الحروف الصغيرة) والتقسيم الجديد (الحروف الغليظة)

## مقاطعات جرينلاند

### المقاطعات الرسمية
| الاسم                               | عاصمة المقاطعة | أيزو3166-2:GL | المساحة     | عدد السكان | المقاطعات القديمة المكونة للمقاطعة الجديدة                                                   | التموقع | الشعار |
| ----------------------------------- | -------------- | ------------- | ----------- | ---------- | -------------------------------------------------------------------------------------------- | ------- | ------ |
| أفاناتا (Avannaata Kommunia)        | إيلوليسات      | GL-AV         | 522,700     | 10,726     | كاسويتسوب                                                                                    |         |        |
| كوياليك (Kommune Kujalleq)          | كاكورتوك       | GL-KU         | 000 32 كم²  | 6,439      | - نانورتاليك - نارساك - كاكورتك                                                              |         |        |
| كاسويتسوب (Qaasuitsup Kommunia)     | آسيات          | GL-QT         | 62,400 كم²  | 6,340      | - آسيات - إيلوليسات - كانغاتسياك - كاناك - كاسيغيانغيت - كيكيرتارسواك - أوماناك - يوبارنافيك |         |        |
| كيكاتا (Qeqqata Kommunia)           | سيسيميوت       | GL-QE         | 115,500 كم² | 9,378      | - مانيتسوك - سيسيميوت                                                                        |         |        |
| سيرمرسوك (Kommunekarfiq Sermersooq) | نوك            | GL-SM         | 531,900 كم² | 23,123     | - تاسيلاك - إيتوكورتورميت - إيفيتوت - نوك - باميوت                                           |         |        |

### المقاطعات الرسمية الغير مدمجة
| الاسم                                                                      | المساحة     | عدد السكان        | التموقع |
| -------------------------------------------------------------------------- | ----------- | ----------------- | ------- |
| حديقة شمال شرق جرينلاند الوطنية (Kalaallit Nunaanni nuna eqqissisimatitaq) | 972,000 كم² | ≈ 60 ساكن غير قار |         |
| قاعدة ثول الجوية (Thule Air Base/Pituffik Airport)                         |             | 235 ساكن          |         |

## التقسيم القديم

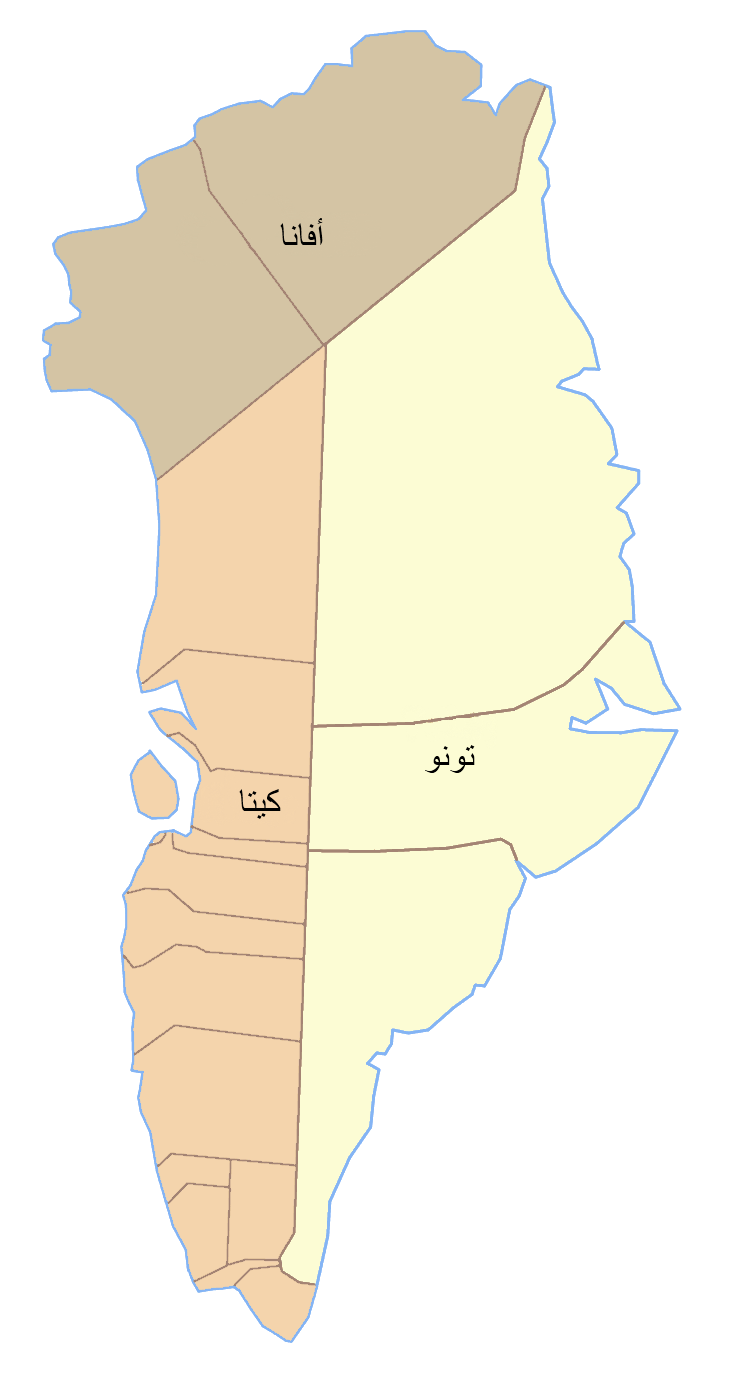
خارطة تظهر التقسيم القديم لمقاطعات جرينلاند المعتمدة حتى 31 ديسمبر 2008

حتى تاريخ 31 ديسمبر 2008، كانت جرينلاند تتكون من 3 مقاطعات، وهي بذاتها تشكل ثمانية عشر بلدية، قد ورثت هذا عن التقسيم الدانماركي (التي استبدلت هي الأخرى مقاطعاتها بمناطق في 1 يناير 2007).
المقاطعات الثلاثة القديمة الجرينلاندية كانت كيتا في الغرب، وتونوفي الشرق، وأفانا في الشمال. ونجد أيضا نفس المناطق الرسمية غير المدمجة الآن وهي حديقة شمال شرق جرينلاند الوطنية التي تمتد على مقاطعتي تونووأفانا، والأخرى هي قاعدة ثول الجوية (قديما بيتوفيك) التي توجد أيضا في أفانا.

### كيتا
مقاطعة كيتا (بالدنماركية: Vestgrønland، التي تعني جرينلاند الغربية)، تقع على طول شريط الساحل الغربي للجزيرة، وقسمت إلى خمسة عشر بلدية، وهي:
| - نانورتاليك - كاكورتك - نارساك - إيفيتوت - باميوت | - نوك - مانيتسوك - سيسيميوت - كانغاتسياك - آسيات | - كاسيغيانغيت - إيلوليسات - كيكيرتارسواك - أوماناك - يوبارنافيك |

### تونو
مقاطعة تونو (بالدنماركية: Østgrønland، التي تعني جرينلاند الشرقية)، تقع على طول الساحل الشرقي للجزيرة، وكانت قد قسمت لبلديتين وهما تاسيلاك وإيتوكورتورميت، والحديقة الشمالية الشرقية لجرينلاند أخذت نصف شمال مقاطعة تونو، بدون إدخالها لأي بلدية.

### أفانا
مقاطعة أفانا (بالدنماركية: Nordgrønland، التي تعني جرينلاند الشمالية)، تقع في أقصى شمال الجزيرة، وتحتوي على بلدية واحدة وهي كاناك، والشمال الشرقي لمقاطعة أفانا يرجع لحديقة جرينلاند الشمالية الشرقية، وقاعدة ثول الجوية (سابقا بيتوفيك) أرفقت لبلدية كاناك.